# Ивановка (Голованевский район)
Ивановка (укр. Іванівка) — село в Надлакской сельской общине Голованевского района Кировоградской области Украины.
До 2020 года входило в Новоархангельский район
Население по переписи 2001 года составляло 594 человека. Почтовый индекс — 26151. Телефонный код — 5255. Код КОАТУУ — 3523681001.

## Известные уроженцы
- Вербовский, Иван Устинович (1910—1978) — Герой Советского Союза.
- Рыбак, Натан Самойлович (1912/13—1978) — украинский советский писатель.